# Бамбидерстроф
Бамбидерстроф (фр. Bambiderstroff) насеље је и општина у североисточној Француској у региону Лорена, у департману Мозел која припада префектури Буле Мозел.
По подацима из 2011. године у општини је живело 1.036 становника, а густина насељености је износила 93,76 становника/km². Општина се простире на површини од 11,05 km². Налази се на средњој надморској висини од 325 метара (максималној 405 m, а минималној 269 m).

## Демографија
| 1962. | 1968. | 1975. | 1982. | 1990. | 1999. | 2011. |
| ----- | ----- | ----- | ----- | ----- | ----- | ----- |
| 762   | 786   | 808   | 833   | 885   | 901   | 1.036 |

График промене броја становника у току последњих година